# Хораций
Квинт Хораций Флак (на латински: Quintus Horatius Flaccus) или Хораций е римски поет от Златния век на римската литература. Неговото творчество обхваща революционната епоха на Древен Рим – края на републиката и първото десетилетие на новия режим на Октавиан Август.
Бащата на Хораций е бил земевладелец, освободен роб. Съумял да даде на сина си солидно образование в училищата в Рим, откъдето бъдещия поет тръгнал към Атина, за да се усъвършенства. Там Хораций попаднал сред средите на републикански настроени аристократични младежи. През 42 г. пр.н.е. той взема участие в решителната битка при Филипи (в Македония) (между силите на Марк Антоний и Октавиан Август срещу тези на Марк Юний Брут и Касий) След поражението на републиканците и дадената амнистия за билите се на страната на загубилия, Хораций се връща в Италия, където разбира, че баща му е мъртъв, а имотите им са конфискувани. За да се издържа, става писар. Вергилий го въвежда в кръга на Меценат, който става негов приятел и покровител и го представя на Октавиан. От републиканец Хораций става поддръжник на монархията.
На Хораций принадлежи репликата Carpe diem (Наслаждавай се на момента), както и Debemur morti nos nostraque (буквално: Дължим на смъртта нас и нашето; по-общо: Дължим на смъртта себе си и всичко наше; или: Ние и всичко наше е обречено на смърт).

## Произведения
- Sermonum liber primus, Сатири I (35 г. пр. н. е.)
- Epodes, Еподи (30 г. пр. н. е.)
- Sermonum liber secundus, Сатири II (30 г. пр. н. е.)
- Carminum liber primus, Оди I (23 г. пр. н. е.)
- Carminum liber secundus, Оди II (23 г. пр. н. е.)
- Carminum liber tertius, Оди III (23 г. пр. н. е.)
- Epistularum liber primus, Послания I (20 г. пр. н. е.)
- Ars Poetica, За поетическото изкуство (24/10 г. пр. н. е.)
- Carmen Saeculare, Песен за вековете (17 г. пр. н. е.)
- Epistularum liber secundus, Послания II (14 г. пр. н. е.)
- Carminum liber quartus, Оди IV (13 г. пр. н. е.)

## Издания на български език
- Съчинения. Пловдив: Отецъ Паисий-С. Василевъ, 1927, 186 с.
- Оди. Книга 1 – 2. Превод от латински Крум Димитров. София: Херман Поле, 1931 – 1933, 72 с.
- Избрани съчинения. Текстове съ биографията на автора, схеми и бележки за стиховете и показалец на имената. София: Т. Ф. Чипевъ, 1940, 96 с.
- Избрани съчинения. Коментар. Съставил Крум Димитров. София: Т. Ф. Чипевъ, 1941, 96 с.
- Поетическо изкуство. Превод от латински Георги Батаклиев. София: Наука и изкуство, 1983, 84 с.
- Събрани творби. Превод от латински Георги Батаклиев. София: Народна култура, 1992, 462 с.

## Изследвания
- Костова, Мария. Правото в поезията на Хораций. С., 2010.
- Костова, Мария. Правният език и правните ситуации като стилистично средство в поезията на Хораций. – В: Езици и култури в диалог: Традиции, приемственост, новаторство. Конференция, посветена на 120-годишната история на преподаването на класически и нови филологии в Софийския университет „Св. Климент Охридски“. С., УИ, 2010.